# Bombardement de Zanzibar
Le bombardement de Zanzibar fut le seul événement militaire de la guerre anglo-zanzibarite, qui opposa le Royaume-Uni à Zanzibar le 27 août 1896. Avec une durée de 38 minutes, ce conflit détient le record de la guerre la plus courte de l'histoire. La cause immédiate de la guerre fut la mort du sultan pro-britannique Hamad ibn Thuwaïni le 25 août 1896 et l'accession au trône de son cousin germain et beau-frère Khalid ibn Bargach. Les autorités britanniques préféraient Hamoud ibn Mohammed, plus proche de leurs intérêts. Selon un traité signé en 1886, le sultan devait obtenir la permission du consul britannique avant d'être intronisé et Khalid n'avait pas respecté cette obligation. Les Britanniques considérèrent qu'il s'agissait d'un casus belli et envoyèrent un ultimatum à Khalid lui demandant de quitter le palais et de replier ses forces. En réponse, Khalid se barricada dans le palais.
L'ultimatum expira à 9 h EAT le 27 août alors que les Britanniques avaient rassemblé trois croiseurs, deux canonnières, 150 fusiliers marins et 900 Zanzibariens dans le port. L'escadre de la Royal Navy était commandée par le contre-amiral Harry Rawson alors que les soldats zanzibariens étaient menés par le brigadier-général Lloyd Mathews (en). Environ 2 800 soldats zanzibariens défendaient le palais ; la majorité avait été recrutée parmi la population civile mais il y avait également les gardes du palais et plusieurs centaines de serviteurs et d'esclaves. Les défenseurs possédaient plusieurs pièces d'artillerie pointées sur les navires britanniques. Le bombardement qui commença à 9 h 2 incendia le palais et détruisit les canons zanzibariens. Durant un bref affrontement naval, les Britanniques coulèrent plusieurs navires zanzibariens. Le drapeau du palais fut arraché par un obus et les tirs cessèrent à 9 h 40.
Il y eut 500 victimes du côté des forces du sultan alors qu'un seul marin fut blessé du côté britannique. Khalid se réfugia dans le consulat allemand avant de s'échapper en Afrique orientale allemande (actuelle Tanzanie) et les Britanniques placèrent Hamoud ibn Mohammed à la tête d'un gouvernement fantoche. La guerre marqua la fin de Zanzibar en tant qu'État souverain et le début d'une forte influence britannique.

## Contexte

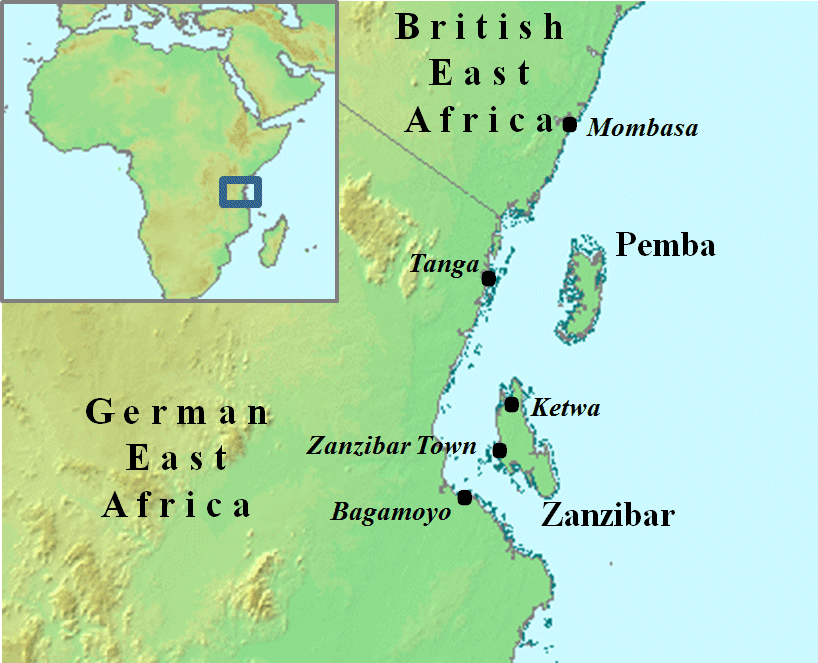
L'archipel de Zanzibar au large de l'Afrique de l'Est

Zanzibar était un état insulaire de l'océan Indien situé au large des côtes du Tanganyika ; l'île fait partie aujourd'hui de la Tanzanie. L'île principale de l'archipel, Unguja, était sous le contrôle nominal des sultans d'Oman depuis 1698, depuis qu'ils en avaient chassé les Portugais qui s'y étaient installés en 1499. Le sultan Majid ben Saïd déclara l'indépendance de l'île en 1858 et celle-ci fut reconnue par le Royaume-Uni. Les sultans suivants établirent leur capitale et le siège de leur gouvernement dans la ville de Zanzibar et un palais fut construit sur le front de mer. En 1896, il était composé du palais appelé Beit al-Hukm, un harem et le Beit al-Ajaïb (« maison des merveilles »), un lieu de cérémonie considéré comme le premier bâtiment d'Afrique de l'Est à avoir l'électricité. Le complexe était principalement construit en bois local et n'était pas conçu comme une structure défensive. Les trois bâtiments étaient alignés sur le front de mer et reliés par des ponts couverts en bois au-dessus du niveau du sol.
La Grande-Bretagne reconnut la souveraineté de Zanzibar et de son sultanat en 1886 après une longue période de relations amicales,,. L'Allemagne était cependant également intéressée par la région et les deux puissances s'opposèrent pour le contrôle du commerce et des territoires dans la région tout au long de la fin du XIXe siècle. En 1888, le sultan Khalifah (en) céda le contrôle du Kenya à la Grande-Bretagne et du Tanganyika à l'Allemagne et cela entraîna l'abolition de l'esclavage dans ces territoires. Les populations arabes s'opposèrent à cette interruption d'un commerce lucratif et certains se révoltèrent. Les autorités allemandes du Tanganyika refusèrent également d'arborer le drapeau de Zanzibar et cela entraîna des affrontements armés entre les troupes allemandes et la population locale. Des combats dans la ville de Tanga coûtèrent la vie à 20 Arabes.
Le sultan Khalifah détacha des troupes zanzibarites menée par le général Lloyd Mathews (en), ancien lieutenant de la Royal Navy, pour rétablir l'ordre au Tanganyika. L'opération fut un succès mais les sentiments antigermaniques restèrent forts parmi la population zanzibarite. D'autres affrontements eurent lieu à Bagamoyo où 150 locaux furent tués par les soldats allemands et à Ketwa où des représentants allemands et leurs serviteurs furent assassinés. Khalifah accorda ensuite des droits commerciaux à la Compagnie britannique impériale d'Afrique de l'Est qui, avec l'aide allemande, organisa un blocus naval pour mettre un terme au commerce local des esclaves. À la mort de Khalifah en 1890, Ali bin Saïd lui succéda. Il abolit le commerce local des esclaves (mais pas leur possession), fit de Zanzibar un protectorat britannique et nomma un premier ministre britannique pour diriger son Cabinet. Les Britanniques reçurent également un droit de veto sur la nomination des futurs sultans.
L'année de l'accession au trône d'Ali vit également la signature du traité Heligoland-Zanzibar entre le Royaume-Uni et l'Allemagne. Cet accord établissait officiellement la frontière entre leurs sphères d'influence en Afrique de l'Est et l'Allemagne promettait de ne pas intervenir dans la politique britannique concernant le Zanzibar. Le gouvernement du Royaume-Uni disposait ainsi d'une plus grande influence sur place pour éradiquer l'esclavage dans la région, un objectif qu'il avait depuis 1804,.
Le successeur d'Ali, Hamad ibn Thuwaïni, devint sultan en 1893. Hamad conserva des relations étroites avec le Royaume-Uni mais la population locale était de plus en plus opposée à l'influence grandissante des Britanniques et à l'abolition du commerce profitable des esclaves. Pour contrôler cette dissidence, les autorités britanniques autorisèrent le sultan à lever une unité de protection rapprochée de 1 000 hommes pour protéger le palais mais ces troupes furent rapidement impliquées dans des accrochages avec la police commandée par les Britanniques,. Les résidents européens à Zanzibar se plaignirent également des activités de cette protection rapprochée.

## 25 août

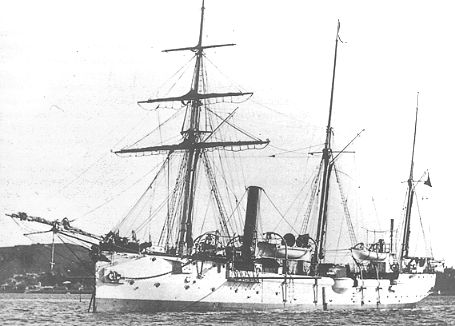
La canonnière HMS Sparrow vers 1900

Le sultan Hamad mourut soudainement à 11 h 40 EAT (8 h 40 UTC) le 25 août 1896. Son neveu de 29 ans, Khalid ibn Bargach, soupçonné par certains de l'avoir assassiné entra dans le palais de Zanzibar sans l'autorisation britannique, en violation du traité signé avec Ali. Le gouvernement britannique préférait un autre candidat, Hamoud ibn Mohammed, plus disposé à satisfaire ses exigences. Khalid fut averti par le consul et le représentant britannique à Zanzibar, Basil Cave, et le général Mathews de réfléchir sérieusement à ses décisions,. Cette situation s'était déjà produite trois années auparavant quand Khalid avait tenté de devenir sultan après la mort d'Ali et le consul-général britannique, Rennell Rodd, l'avait persuadé de renoncer.
Khalid ignora les mises en garde et ses troupes commencèrent à se rassembler sur la place du palais sous le commandement du capitaine Saleh, de la force de protection rapprochée. À la fin de la journée, Khalid disposait de 2 800 hommes armés de fusils et de mousquets. La majorité des forces se composait de civils mais également de 700 askaris zanzibarites qui avaient rejoint Khalid,. L'artillerie du sultan, plusieurs mitrailleuses Maxim et Gatling, un canon de bronze du XVIIe siècle et deux canons de 12 livres était dirigée contre les navires britanniques situés dans le port,,. Les canons de 12 livres avaient été offerts au sultan par l'empereur allemand, Guillaume II. Les troupes du sultan prirent également possession de la marine zanzibarite composée d'un sloop en bois, le HHS Glasgow construit pour le sultan en 1878 en tant que yacht royal sur le modèle d'une frégate britannique.
Mathews et Cave commencèrent aussi à rassembler leurs forces, 900 askaris zanzibarites du lieutenant Arthur Raikes qui appartenaient également à l'armée zanzibarite où il avait le grade de brigadier-général. 150 marins et fusiliers furent débarqués par le croiseur protégé HMS Philomel et la canonnière HMS Thrush qui étaient ancrés dans le port. Le contingent britannique, commandé par le capitaine O'Callaghan, arriva sur la côte quinze minutes après en avoir reçu l'ordre pour s'opposer à de possibles émeutes,. Des marins du HMS Thrush menés par le lieutenant Watson furent débarqués pour protéger le consulat britannique où les citoyens britanniques devaient se réfugier. Le HMS Sparrow, une autre canonnière, entra dans le port et s'ancra devant le palais à côté du HMS Thrush.
Les diplomates britanniques s'inquiétèrent de la possible déloyauté des askaris de Raikes mais ils se révélèrent être des troupes professionnelles et efficaces endurcies par l'entraînement et plusieurs expéditions en Afrique de l'Est. Elles furent par la suite les seules troupes à avoir été prises pour cible par les défenseurs. Les soldats de Raikes disposaient de deux mitrailleuses Maxim et d'un canon de 9 livres et étaient stationnés dans le bâtiment des douanes à proximité. Le sultan chercha à convaincre le consul américain, Richard Mohun (en), de reconnaître sa prise de pouvoir mais ce dernier répondit que « comme son accession n'avait pas été approuvée par le gouvernement de Sa Majesté, il était impossible de répondre ».
Cave continua d'envoyer des messages à Khalid pour lui demander de disperser ses troupes, d'abaisser son drapeau, d'abandonner le palais et de retourner chez lui mais ces conditions furent ignorées et Khalid répondit qu'il se proclamerait lui-même sultan à 15 h. Cave l'avertit que cela constituerait un acte de sédition et que la prise de pouvoir de Khalid ne serait pas reconnue par le gouvernement britannique. À 14 h 30, le sultan Hamad fut enterré et exactement 30 minutes plus tard, une salve de canon proclama la prise de pouvoir de Khalid. Cave ne pouvait pas ouvrir les hostilités sans l'autorisation de son gouvernement et télégraphia le message suivant au secrétaire d'État des Affaires étrangères, Lord Salisbury, à Londres : « Sommes-nous autorisés, dans l'éventualité où toutes les tentatives pour trouver une solution pacifique se révèlent inutiles, à ouvrir le feu sur le palais depuis les navires de guerre ? ». Dans le même temps, Cave demanda à tous les consuls étrangers de mettre leurs drapeaux en berne en honneur du sultan décédé et de ne pas reconnaître la prise de pouvoir de Khalid, ce qu'ils acceptèrent.

## 26 août

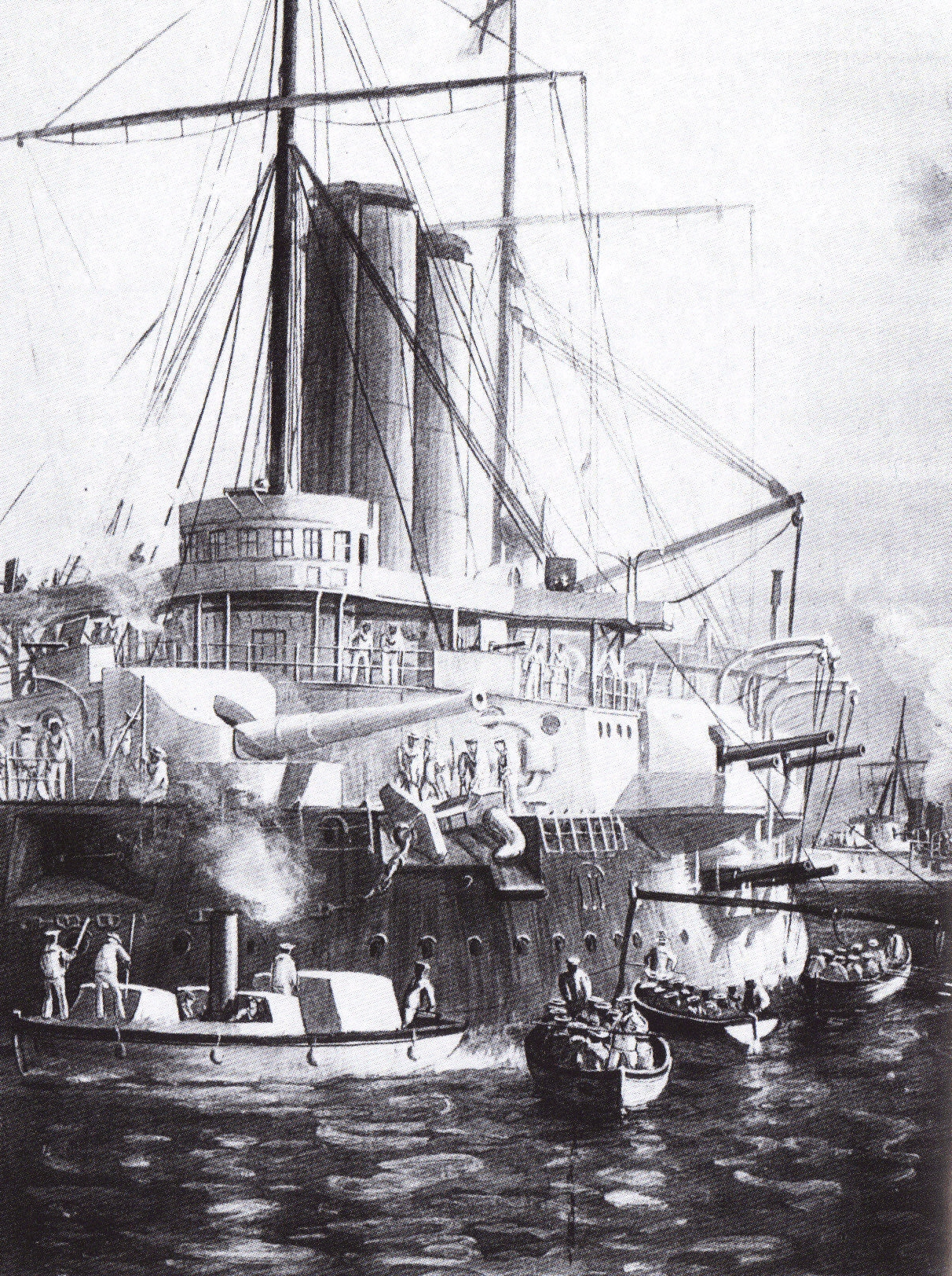
Les et dans le port de Zanzibar

À 10 h le 26 août, le croiseur protégé HMS Racoon arriva à Zanzibar et s'ancra pour former une ligne avec les HMS Thrush et Sparrow. À 14 h, le croiseur protégé HMS St George de la classe Edgar, le navire-amiral de la flottille du cap de Bonne-Espérance, entra dans le port. À bord se trouvaient le contre-amiral Harry Rawson et de nouvelles troupes et marins britanniques. Au même moment, l'escadre reçut la réponse de Lord Salisbury l'autorisant à user des moyens à sa disposition pour chasser Khalid. Le message était « Vous êtes autorisés à prendre toutes les mesures que vous jugerez nécessaires et serez soutenus dans vos actions par le gouvernement de Sa Majesté. Ne tentez cependant aucune action que vous ne soyez pas certain de pouvoir mener à bien ».
Cave tenta à nouveau de négocier avec Khalid mais après l'échec des discussions, Rawson lui envoya un ultimatum lui demandant de quitter le palais avant 9 h le lendemain ou il ouvrirait le feu. Dans l'après-midi, tous les navires marchands furent évacués du port et les femmes et les enfants britanniques furent emmenés à bord du HMS St George et d'un navire de la British-India Steam Navigation Company pour leur protection. Pendant la nuit, le consul Mohun commenta : « Le silence au-dessus de Zanzibar était effrayant. Habituellement les tambours battaient et les bébés criaient mais cette nuit il n'y eut pas un bruit ».

## 27 août

Disposition des navires à

À 8 h le 27 août, un messager de Khalid demanda l'ouverture de pourparlers mais Cave répondit que le sultan devait d'abord accepter les termes de l'ultimatum,. À 8 h 30, un autre messager de Khalid déclara que « nous n'avons pas l'intention d'abaisser notre drapeau et nous ne croyons pas que vous allez nous tirer dessus » ; Cave répondit « nous n'avons pas l'intention d'ouvrir le feu mais si vous ne faites pas ce l'on vous dit, nous allons certainement le faire ». À 8 h 55 et sans nouvelles du palais, Rawson, qui se trouvait à bord du HMS St George, leva le pavillon « préparez-vous au combat ».
À exactement 9 h, le général Lloyd Mathews ordonna aux navires britanniques de commencer le bombardement,. À 9 h 2, les HMS Racoon, Thrush et Sparrow ouvrirent simultanément le feu sur le palais et l'un des premiers projectiles du HMS Thrush détruisit un canon arabe de 12 livres. Les obus explosifs causèrent de lourdes pertes parmi les 3 000 défenseurs, serviteurs et esclaves qui se trouvaient dans le palais ou derrière des barricades de caisses. Même si les premiers rapports indiquaient que Khalid avait été capturé et devait être exilé en Inde, le sultan parvint à s'échapper du palais,. Un correspondant de l'agence de presse Reuters rapporta que le sultan avait « fui dès les premiers tirs avec tous les chefs arabes qui avaient laissé leurs esclaves et serviteurs poursuivre le combat » mais d'autres sources indiquent qu'il resta dans le palais plus longtemps. Le bombardement cessa vers 9 h 40 alors que le palais et le harem étaient en feu, que l'artillerie ennemie avait été réduite au silence et que le drapeau du sultan avait été arraché.

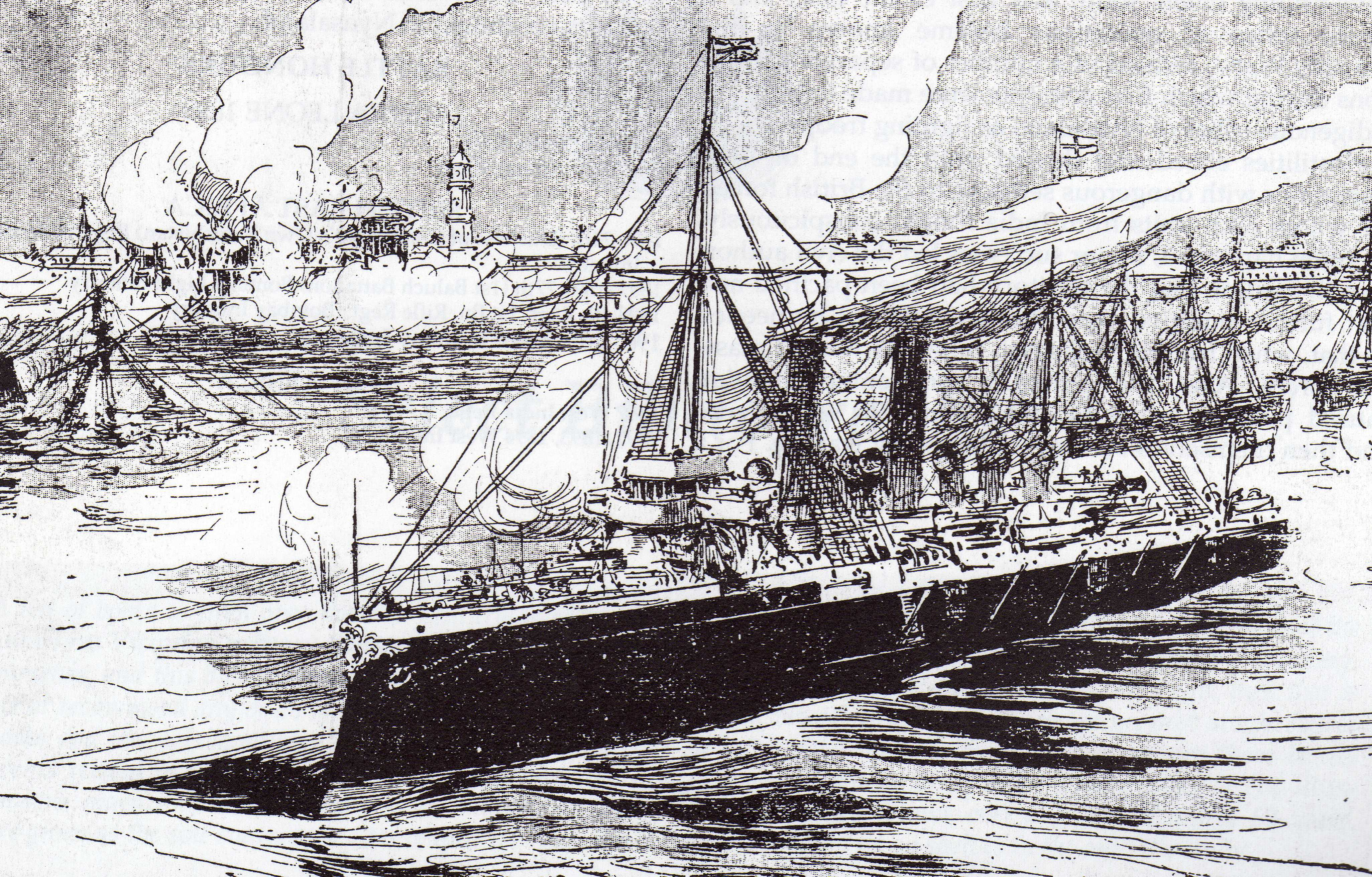
Destruction du Glasgow

Durant le bombardement, un affrontement naval mineur eut lieu à 9 h 5 quand le Glasgow ouvrit le feu sur le HMS St George avec ses sept canons de 9 livres et une mitrailleuse Gatling qui avait été offerte au sultan par la reine Victoria. Les tirs britanniques le coulèrent mais du fait des eaux peu profondes du port, ses mats restèrent hors de l'eau. L'équipage du Glasgow hissa un pavillon britannique en signe de reddition et tous les marins furent secourus par des chaloupes britanniques. Le HMS Thrush coula également deux chaloupes dont l'équipage avait tiré sur le navire avec leurs fusils. Il y eut quelques affrontements sur terre quand les hommes de Khalid tirèrent sur les askaris de Raikes sans grands résultats alors qu'ils approchaient du palais. Les combats cessèrent avec la fin du bombardement. Les Britanniques prirent le contrôle de la ville et du palais et dans l'après-midi Hamoud ibn Mohammed, un Arabe favorable aux Britanniques, avait été nommé sultan avec des pouvoirs réduits. Les navires britanniques avaient tiré environ 500 obus, 4 100 balles de mitrailleuses et 1 000 balles de fusils durant l'engagement.

## Conséquences

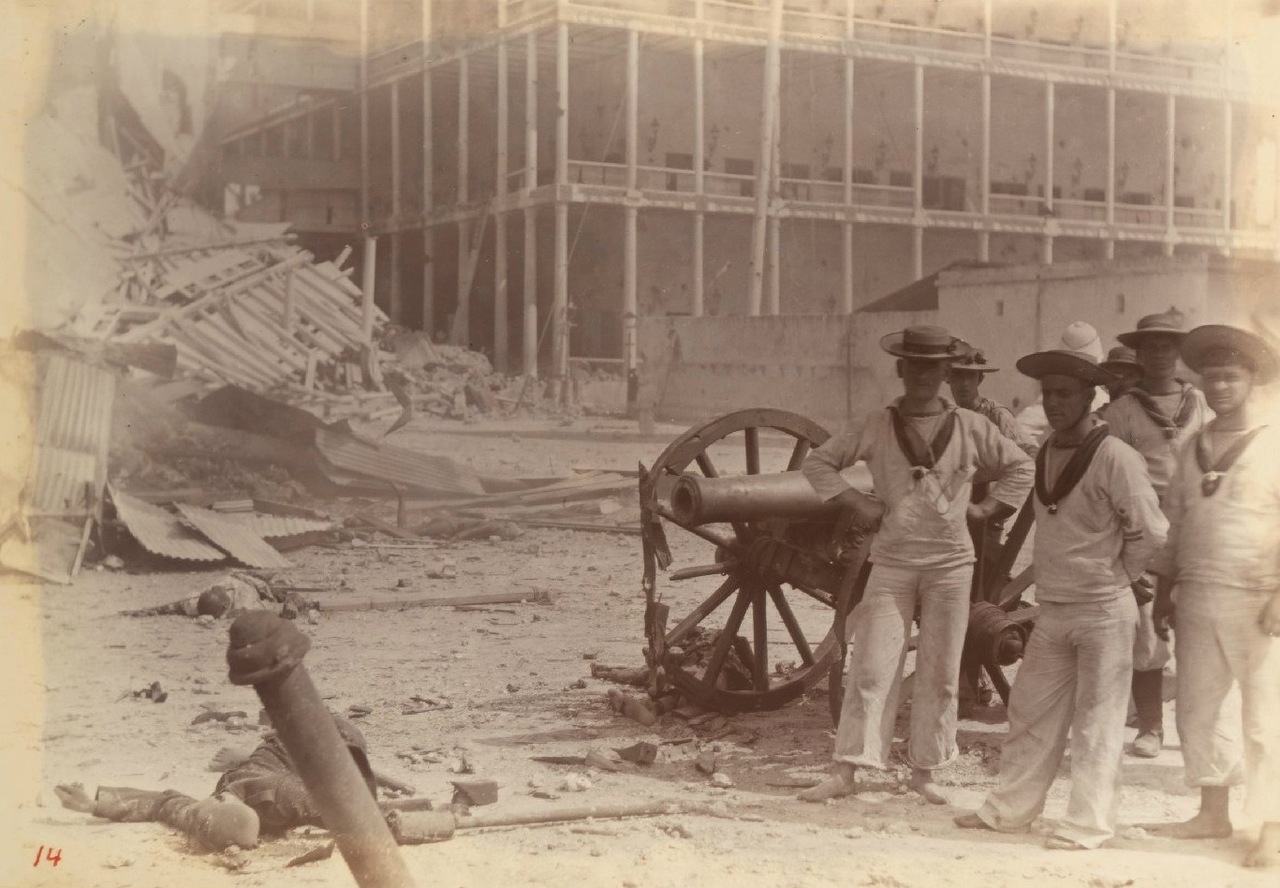
Des marins britanniques prennent la pose devant un canon capturé devant le palais du sultan

Environ 500 Zanzibarites furent tués ou blessés lors du bombardement, essentiellement dans ou à proximité du palais,. On ne sait pas quelle proportion de ces victimes était combattante mais les artilleurs de Khalid ont été « décimés ». La seule perte britannique fut un maître gravement blessé à bord du HMS Thrush et qui récupéra par la suite. Même si la majorité des habitants de la ville se rangea du côté des Britanniques, le quartier indien fut pillé et près de 20 habitants furent tués. Environ 150 soldats sikhs de l'armée britannique basés à Mombasa furent transférés à Zanzibar pour rétablir l'ordre. Les marins des HMS St George et Philomel furent débarqués pour éteindre les incendies qui s'étaient propagés du palais aux bâtiments voisins. Les hommes craignaient de s'approcher des entrepôts des douanes où se trouvaient un large stock d'explosif mais aucune explosion n'eut lieu.
Le sultan Khalid, le capitaine Saleh et une quarantaine de partisans se réfugièrent dans le consulat allemand après avoir quitté le palais, où ils furent gardés par dix marins et soldats allemands alors que Mathews déploya des hommes à l'extérieur pour les arrêter s'ils tentaient de sortir. Malgré les demandes d'extradition, le consul allemand refusa de livrer Khalid aux Britanniques car les accords d'extradition avec le Royaume-Uni excluaient spécifiquement les prisonniers politiques. Le consul allemand promit d'emmener Khalid en Afrique orientale allemande sans « qu'il ne pose le pied sur le sol de Zanzibar ». À 10 h le 2 octobre, le croiseur SMS Seeadler de la marine allemande arriva dans le port ; au moment de la marée haute, l'une de ses chaloupes approcha des jardins du consulat et Khalid passa directement du terrain consulaire à un navire de guerre allemand, il ne pouvait donc pas être arrêté par les Britanniques. Il fut transféré à bord du SMS Seeadler et emmené à Dar es Salaam en Afrique orientale allemande. Khalid fut capturé par les troupes britanniques en 1916 durant la campagne d'Afrique de l'Est de la Première Guerre mondiale et exilé aux Seychelles et à Sainte-Hélène avant d'être autorisé à retourner en Afrique de l'Est où il mourut en 1927 à Mombasa. Les partisans de Khalid furent condamnés à rembourser la valeur des obus tirés contre eux et des dégâts causés par les pillages pour une valeur totale de 300 000 roupies.
Le sultan Hamoud était loyal envers les Britanniques et joua le rôle d'homme de paille d'un gouvernement qu'ils contrôlaient ; le sultanat fut seulement maintenu pour ne pas avoir à payer les coûts liés à l'administration de Zanzibar en tant que colonie de la Couronne. Plusieurs mois après la guerre, Hamoud, poussé par les Britanniques, abolit l'esclavage sous toutes ses formes. L'émancipation imposait aux esclaves de se présenter à un bâtiment gouvernemental et elle se révéla être très lente ; en 1906, 17 293 esclaves avaient été libérés sur environ 60 000 en 1891.

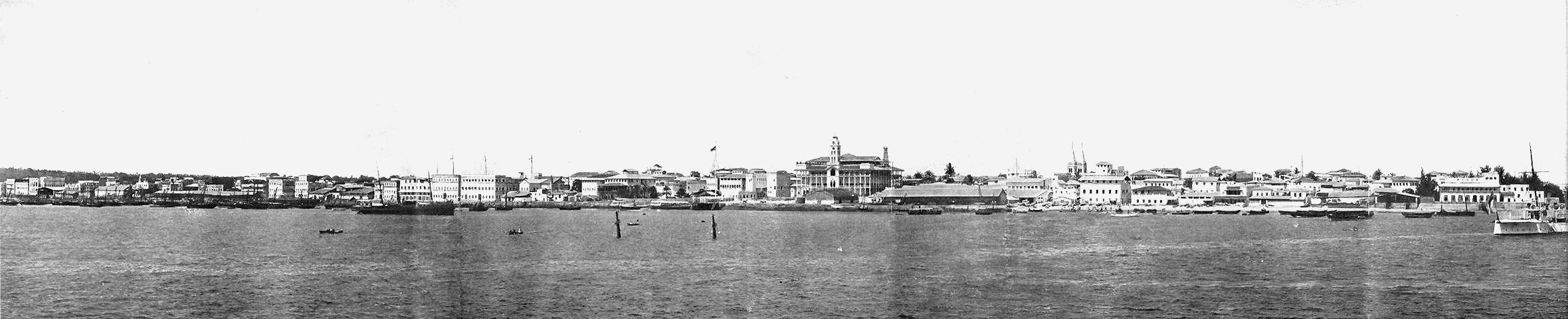
Les mâts du Glasgow submergé sont visibles sur ce panorama du port de Zanzibar en 1902. La House of Wonders est le bâtiment blanc avec une tour et de nombreux balcons au centre de la photographie et le quartier diplomatique se trouve à droite.

Le palais, le harem et le phare gravement endommagés par le bombardement furent démolis pour des raisons de sécurité. L'emplacement du palais fut transformé en jardins et un nouveau palais fut construit à la place du harem,. La House of Wonders ne fut presque pas endommagée et elle devint par la suite le siège de l'administration coloniale britannique,. Durant les travaux de rénovation du bâtiment en 1897, une tour-horloge fut ajoutée sur la façade pour remplacer le phare détruit pendant le bombardement. L'épave du Glasgow resta dans le port en face du palais pendant plusieurs années et la faible profondeur de la rade faisait que ses mats émergeaient de l'eau ; il fut finalement démoli en 1912.
Les participants britanniques furent félicités par les gouvernements britannique et zanzibarite pour leurs actions avant et pendant la guerre et beaucoup d'entre eux furent récompensés. Le général Raikes, chef des askaris, fut fait officier de l'ordre de l'Étoile brillante de Zanzibar le 24 septembre 1896, première classe de l'ordre al-Hamoudieh le 25 août 1897 et devint également commandant des armées zanzibarites,. Le général Mathews, le commandant de l'armée zanzibarite, fut fait membre du grand ordre al-Hamoudieh et devint premier ministre et trésorier du gouvernement zanzibarite. Basil Cave, le consul britannique, fut fait compagnon de l'ordre du Bain le 1er janvier 1897 et fut promu consul-général le 9 juillet 1903. Harry Rawson fut fait chevalier de l'ordre du Bain pour son rôle à Zanzibar et fut promu amiral ; il devint par la suite gouverneur de Nouvelle-Galles du Sud en Australie. Rawson fut également fait première classe de l'ordre de l'Étoile brillante de Zanzibar le 8 février 1897 et de l'ordre al-Hamoudieh le 18 juin 1898,.
Peut-être en raison de l'efficacité de la Royal Navy durant le bombardement, il n'y eut pas d'autre soulèvement contre la domination britannique durant les 67 années de protectorat. La guerre ayant duré environ 40 minutes est considérée comme la plus courte de l'histoire.